# Pleure, ô pays bien-aimé
Pleure, ô pays bien-aimé (en anglais : Cry, the Beloved Country) est un roman de l'écrivain sud-africain Alan Paton, publié en 1948. Contemporain des débuts de l'apartheid en Afrique du Sud, il dénonce la ségrégation raciale dont sont alors victimes les Noirs.
La première traduction française en a été réalisée par Denise Van Moppès et publiée chez Albin Michel en 1950.

## Adaptations
- Pleure, ô pays bien-aimé, film de Zoltan Korda, sorti en 1952 ;
- Pleure, ô pays bien-aimé, film de Darrell Roodt, sorti en 1995 ;
- Lost in the Stars, tragédie musicale de Kurt Weill (musique) et Maxwell Anderson (paroles).